# 5-та єгерська дивізія (Третій Рейх)
5-та єгерська дивізія (Третій Рейх) (нім. 5. Jäger-Division) — єгерська піхотна дивізія Вермахту за часів Другої світової війни.

## Історія
5-та єгерська дивізія створена в результаті реформування 5-ї легкої піхотної дивізії Вермахту 1 грудня 1941.

## Райони бойових дій
- СРСР (північний напрямок) (липень 1942 — лютий 1944);
- СРСР (центральний напрямок) (лютий — вересень 1944);
- Польща та Німеччина (вересень 1944 — травень 1945).

## Командування

### Командири
- генерал від інфантерії Карл Альмендінгер (нім. Karl Allmendinger) (6 липня 1942 — 4 січня 1943);
- генерал від інфантерії Гельмут Тумм (нім. Hellmuth Thumm) (4 січня 1943 — 1 березня 1944);
- генерал-майор Йоганнес Гіттнер (нім. Johannes Gittner) (1 березня — 30 червня 1944);
- генерал від інфантерії Гельмут Тумм (30 червня — 1 листопада 1944);
- генерал-лейтенант Фрідріх Зікст (нім. Friedrich Sixt) (1 листопада 1944 — 19 квітня 1945);
- генерал-лейтенант Едмунд Блаурок (нім. Edmund Blaurock) (19 квітня — 3 травня 1945).

## Нагороджені дивізії
Нагороджені дивізії
|  | Кавалери Нагрудного знаку ближнього бою в золоті                                                           | 1 |
|  | Кавалери Золотого Німецького Хреста                                                                        | 118 |
|  | Кавалери Срібного Німецького Хреста                                                                        | 1 |
|  | Кавалери Лицарського хреста Залізного хреста з Дубовим листям                                              | 7 (№ 30 ротмістр Горст Німак — 10.08.1941 № 153 генерал-лейтенант Карл Альмендінгер — 13.12.1942 № 166 оберст Гельмут Тумм — 23.12.1942 № 386 гауптман Гюнтер Гільт — 08.02.1944 № 472 майор Макс Заксенгаймер — 14.05.1944 № 770 гауптман Гельмут Реншлер — 11.03.1945 № 772 генерал-лейтенант Фрідріх Зікст — 11.03.1945) |
|  | Кавалери Лицарського хреста Залізного хреста                                                               | 42 |
|  | Кавалери Почесної застібки Сухопутних військ «Почесна застібка на орденську стрічку для Сухопутних військ» | 30 |
|  | Кавалери ордену Хрест Свободи з мечами (Фінляндія)                                                         | 1 |

- Нагороджені Сертифікатом Пошани Головнокомандувача Сухопутних військ (8)